# هيروماسا تاكاشيما
هيروماسا تاكاشيما (باليابانية: 高島 裕政) (17 أبريل 1980 في كيوتو في اليابان – )؛ هو لاعب كرة قدم سابق كان يلعب كحارس مرمى.

## وصلات خارجية
- هيروماسا تاكاشيما على موقع عالم كرة القدم.نت (الإنجليزية)